# Olga Wassiljewna Pilipenko

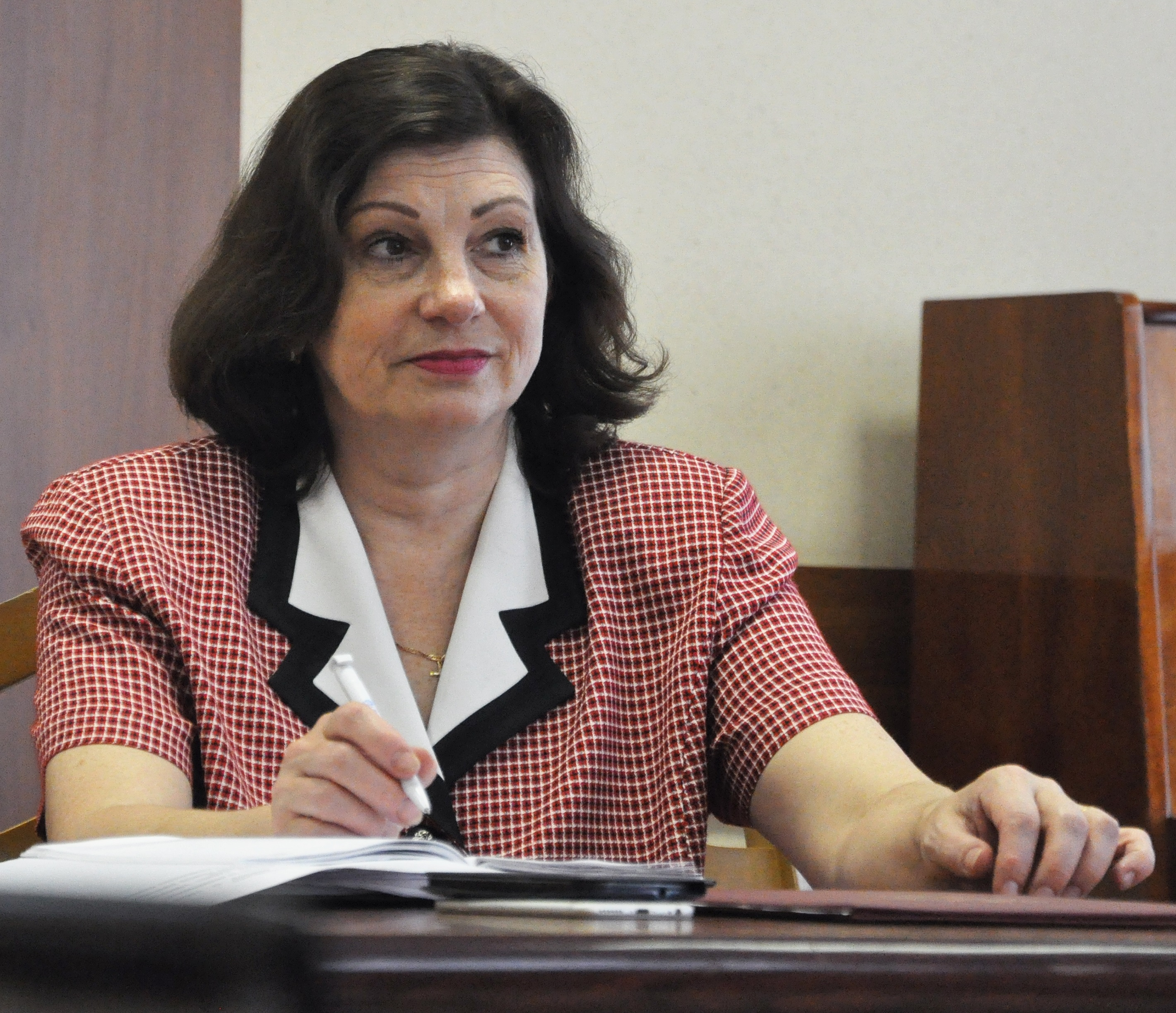
Olga Wassiljewna Pilipenko

Olga Wassiljewna Pilipenko (russisch Ольга Васильевна Пилипенко; * 4. Januar 1966 in Orjol) ist eine sowjetisch-russische Maschinenbauingenieurin, Hochschullehrerin und Politikerin.

## Leben
Nach dem Abschluss an der Mittelschule Nr. 13 1983 mit Auszeichnung studierte Pilipenko an der Orjoler Filiale des Allunions-Maschinenbau-Fernstudieninstituts (ab 1995 Orjoler Staatliche Technische Universität, ab 2010 Staatliche Universität für Wissenschaft und Produktion, ab 2015 Staatliche Oka-Universität, 2016 vereinigt mit der Orjoler Staatlichen Turgenew-Universität). Sie schloss das Studium mit Spezialisierung auf Maschinen und Technologie der Umformung von Metallen durch Druck 1988 mit Auszeichnung ab. Sie blieb dann dort und war Ingenieurin des Rechenzentrums.
1993–1995 absolvierte Pilipenko die Aspirantur bei N. W. Petrow am Orjoler Pädagogischen Institut (ab 1996 Universität, ab 2014 Orjoler Staatliche Turgenjew-Universität). 1998 verteidigte sie an der Orjoler Staatlichen Technischen Universität mit Erfolg ihre Dissertation über Dynamik und Verbesserung des Arbeitsprozesses einer hydraulischen Stanz-Presse mit Hebelsynchronisation für die Promotion zur Kandidatin der technischen Wissenschaften. Die offiziellen Opponenten waren Alexei Mitrofanowitsch Dolotow und Wladimir Iwanowitsch Scheltkow. Beteiligt war dabei das Medwedew-Maschinenbau-Unternehmen gewesen.
2003 wurde Pilipenko zur Dozentin ernannt. 2008 verteidigte sie an der Orjoler Staatlichen Technischen Universität mit Erfolg ihre Doktor-Dissertation über Umformbehandlungen anisotroper Bleche und Rohre bei unterschiedlichen Temperaturen und Geschwindigkeiten für die Promotion zur Doktorin der technischen Wissenschaften. Sergei Sergejewitsch Jakowlew war dabei Berater, und Anatoli Georgijewitsch Owtschinnikow, Jewgeni Nikolajewitsch Sossenuschkin und Alexei Alexandrowitsch Markin waren die offiziellen Opponenten. Das Staatliche Unternehmen Legierung war beteiligt gewesen. Nach Dissernet gibt es in Pilipenkos Doktor-Dissertation inkorrekte Zitierungen.
2009 wurde Pilipenko zur Professorin ernannt. Sie leitete den Lehrstuhl für Automatisierungsprozesse der plastischen Umformung, wurde Dekanin der Fakultät für neue Technologien und Produktionsautomatisierung und Prorektorin für Ökonomie und Finanzen. 2013–2015 war sie Rektorin der aus der Technischen Universität entstandenen Staatlichen Universität für Wissenschaft und Produktion. 2015 initiierte sie die Vereinigung der bisherigen Universität für Wissenschaft und Produktion und jetzigen Oka-Universität mit der aus dem Pädagogischen Institut entstandenen Turgenew-Universität. Pilipenko ist seit 2015 kommissarische und seit 2017 gewählte Rektorin der Orjoler Staatlichen Turgenew-Universität.
2015 wurde Pilipenko auf der Liste der Partei Einiges Russland in den Volksdeputierten-Stadtrat Orjol gewählt. Nach dem Tod Nikolai Kowaljows wurde sie in der Nachwahl für die Staatsduma im Wahlkreis Orjol am Tag der Wahlen 2019 mit 53,62 % gewählt. Bei der Parlamentswahl 2021 wurde Pilipenko mit 36,51 % der Stimmen wiedergewählt.
Pilipenko ist verheiratet und hat einen erwachsenen Sohn.